# 多伦多滨水区

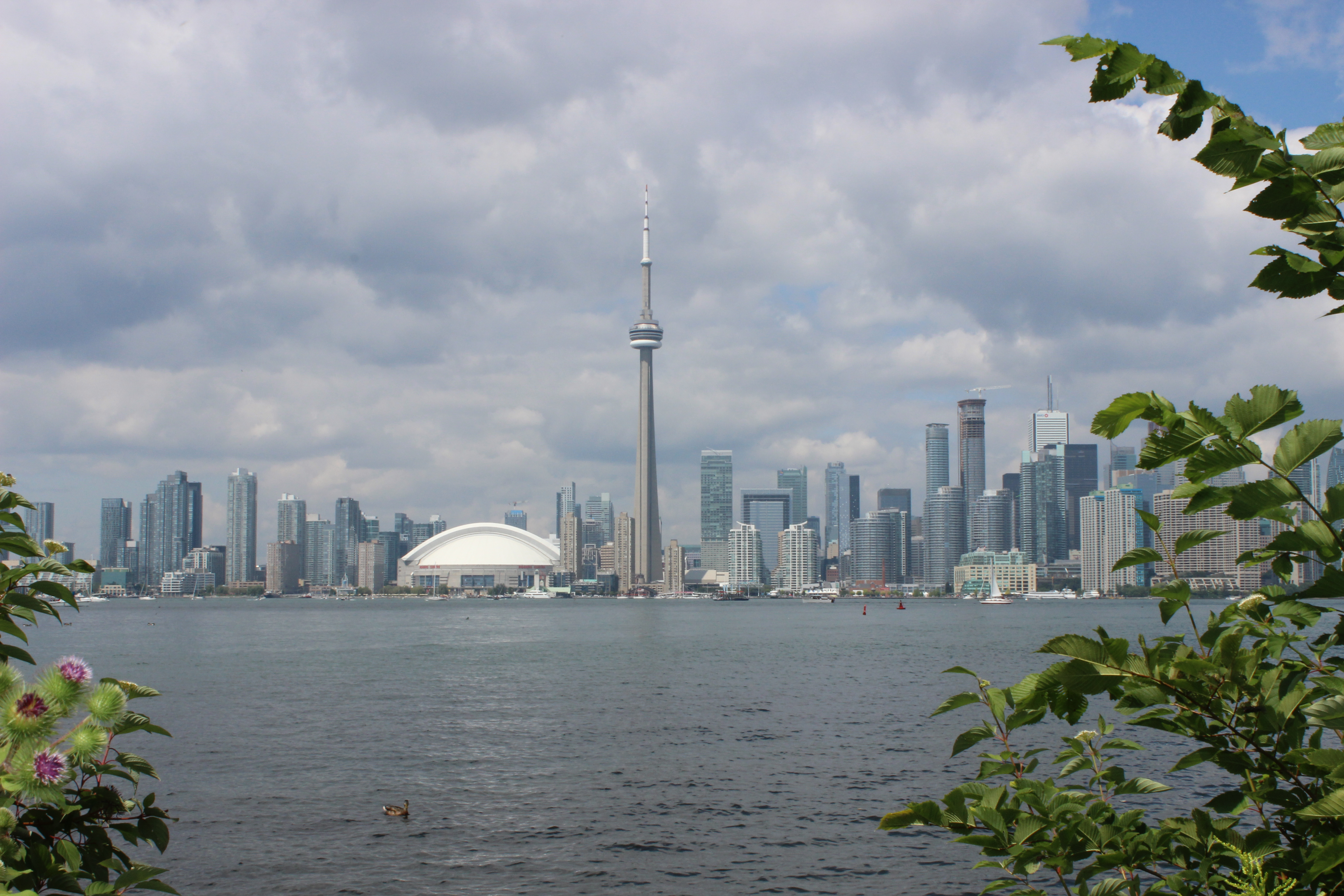
从湖心岛往北看到的滨水区与市中心。

多伦多滨水区（英語：Toronto waterfront）是安大略湖岸的加拿大安大略省多伦多市部份，从伊桃碧谷河口东至红河口，橫跨長度46公里。

## 歷史概要
安大略湖是距離此地最近的一個湖泊。該地經歷最後一次的勞倫西亞冰期消退，一些冰前湖充滿了與冰川相鄰的盆地。易洛魁湖（Glacial Lake Iroquois）是其中一個前冰湖，比安大略湖深得多，勞倫西亞冰川的裂谷仍然充滿了現在的聖谷，並形成圣劳伦斯河。易洛魁湖的南部邊界是尼亞加拉斷崖，圣劳伦斯河匯流至莫霍克河，流入哈德遜河，最後進入大西洋。

## 外部來源
- City of Toronto – Waterfront Revitalization
- Toronto Port Lands Company